# Chimarra godagama
Chimarra godagama is een schietmot uit de familie Philopotamidae. De soort komt voor in het Oriëntaals gebied.